# Heliococcus artemisiae
Heliococcus artemisiae är en insektsart som beskrevs av Ter-grigorian 1967. Heliococcus artemisiae ingår i släktet Heliococcus och familjen ullsköldlöss.
Artens utbredningsområde är Armenien. Inga underarter finns listade i Catalogue of Life.